# 京都市立梅津小学校
京都市立梅津小学校（きょうとしりつ うめづしょうがっこう）は、京都府京都市右京区梅津中村町にある公立小学校。

## 沿革
- 1872年（明治5年）9月 - 梅津北町に梅津小学校創立
- 1876年（明治9年） - 梅津南町、長福寺別院辺に校舎移転
- 1902年（明治35年） - 梅津北町、現青果市場前辺に校舎移転（当時は葛野郡梅津村）
- 1920年（大正9年） - 現在地で梅津尋常高等小学校となる
- 1941年（昭和16年） - 梅津国民学校となる
- 1947年（昭和22年） - 京都市立梅津小学校となる
- 1973年（昭和48年） - 北分校設置
- 1974年（昭和49年） - 北分校が独立し京都市立梅津北小学校となる

## 著名な出身者
- 赤井沙希（モデル、プロレスラー）

## 通学区域が隣接している学校
- 京都市立梅津北小学校
- 京都市立葛野小学校
- 京都市立桂川小学校
- 京都市立松尾小学校
- 京都市立嵐山東小学校